# 塔羅姆薩拉村 (阿姆拉什縣)
塔羅姆薩拉村（波斯語：طارمسرا），是伊朗吉兰省阿姆拉什县兰库区沙布庫斯拉特鄉的一个村。2006年人口普查顯示該村人口为16人，分佈在6个家庭中。